# Coiliinae
Die Coiliinae sind eine Unterfamilie der Sardellen (Engraulidae). Die Fische kommen im Indischen Ozean und im westlichen Pazifik an den Küsten Ostafrikas, Südasiens und Australiens vor.

## Merkmale
Von der zweiten Unterfamilie der Sardellen, den Engraulinae unterscheiden sie sich unter anderem durch die lange Afterflosse, die bei den Coiliinae 27 bis 81, bei Coilia sogar 80 bis 115 Flossenstrahlen hat. Das Maul der Coiliinae ist end- oder oberständig. Bei einigen Arten wie Papuengraulis micropinna und Setipinna breviceps ist der Unterkiefer länger als der Oberkiefer. Die Coiliinae sind vollständig beschuppt, lediglich bei einigen Coilia-Arten fehlen die Schuppen vor den Bauchflossen.
Wie alle Sardellen sind die Coiliinae Schwarmfische, die sich von Plankton ernähren.

## Gattungen und Arten
Es gibt fünf Gattungen mit etwa 50 Arten.
- Unterfamilie Coiliinae
  - Gattung Coilia
    - Coilia borneensis Bleeker, 1852

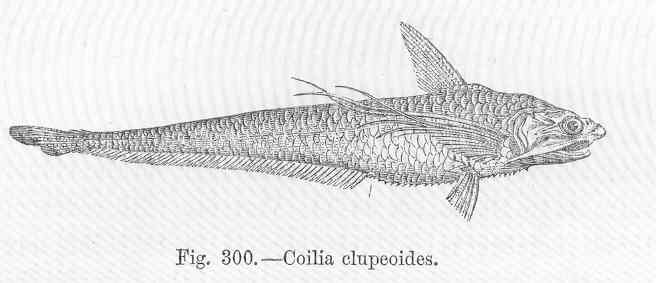
Coilia mystus

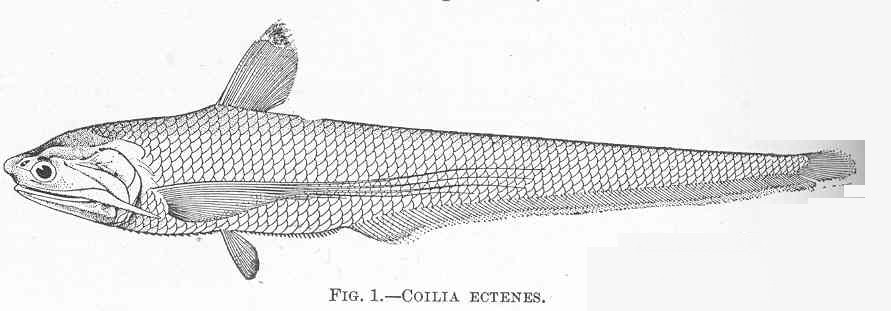
Coilia nasus

    - Coilia brachygnathus Kreyenberg & Pappenheim, 1908
    - Coilia coomansi Hardenberg, 1934
    - Coilia dussumieri Valenciennes, 1848
    - Coilia grayii Richardson, 1845
    - Coilia lindmani Bleeker, 1858
    - Coilia macrognathos Bleeker, 1852
    - Coilia mystus Linnaeus, 1758
    - Coilia nasus Temminck & Schlegel, 1846
    - Coilia neglecta Whitehead, 1967
    - Coilia ramcarati Hamilton, 1822
    - Coilia rebentischii Bleeker, 1858
    - Coilia reynaldi Valenciennes, 1848

  - Gattung Lycothrissa
    - Lycothrissa crocodilus Bleeker, 1851

  - Gattung Papuengraulis
    - Papuengraulis micropinna Munro, 1964

  - Gattung SetipinnaSetipinna taty

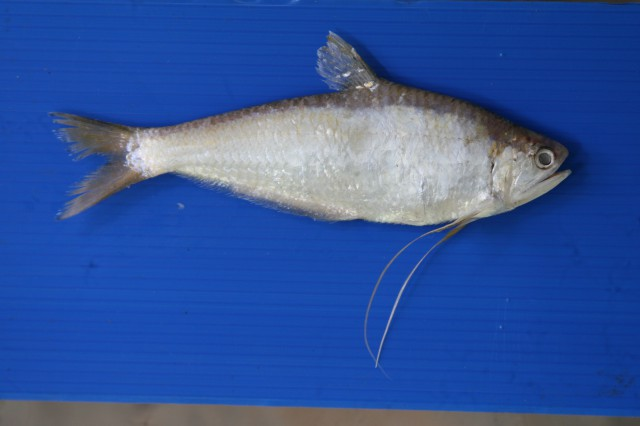
Setipinna taty

    - Setipinna breviceps Cantor, 1849
    - Setipinna brevifilis Valenciennes, 1848
    - Setipinna melanochir Bleeker, 1849
    - Setipinna paxtoni Wongratana, 1987
    - Setipinna phasa Hamilton, 1822
    - Setipinna taty Valenciennes, 1848
    - Setipinna tenuifilis Valenciennes, 1848
    - Setipinna wheeleri Wongratana, 1983

  - Gattung ThryssaThryssa baelamaThryssa malabaricaThryssa mystax
    - Thryssa adelae Rutter, 1897
    - Thryssa aestuaria Ogilby, 1910
    - Thryssa baelama Forsskål, 1775

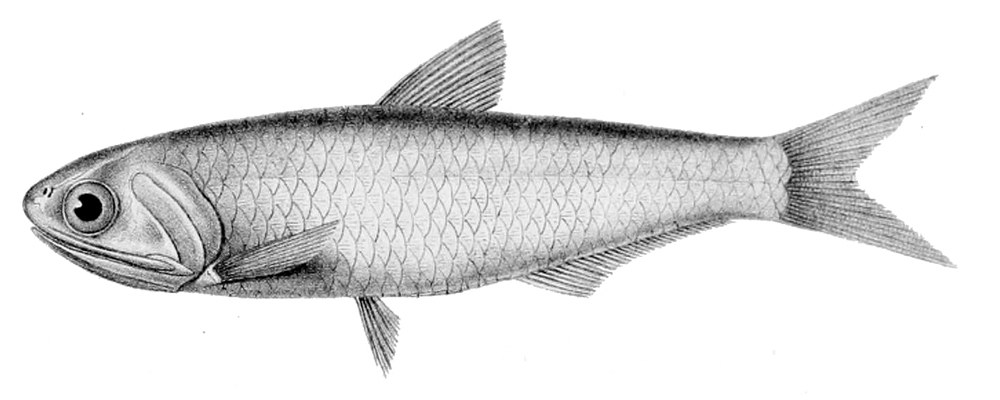
Thryssa baelama

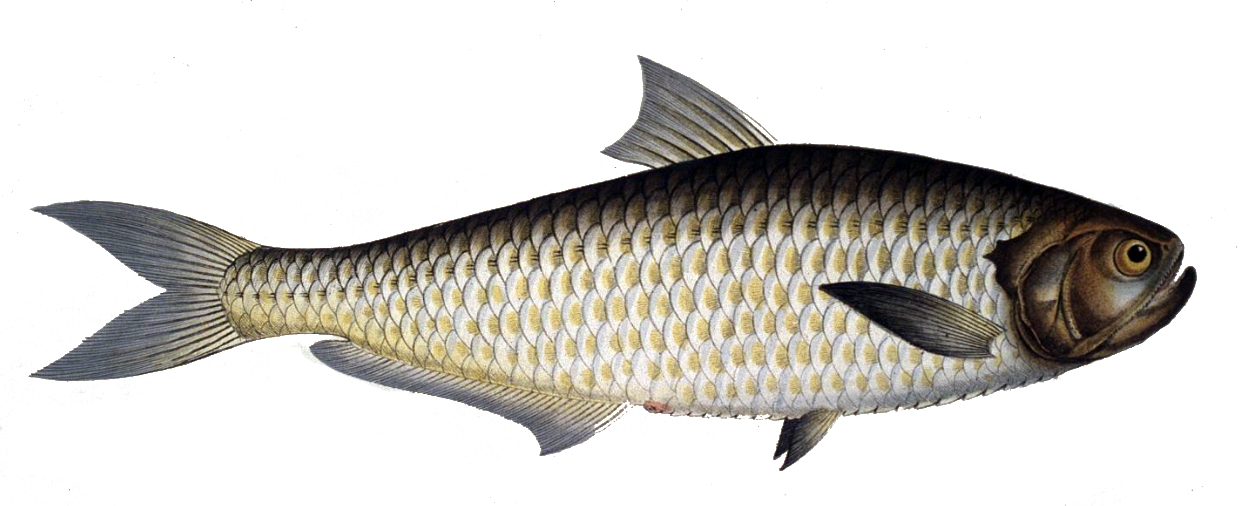
Thryssa malabarica

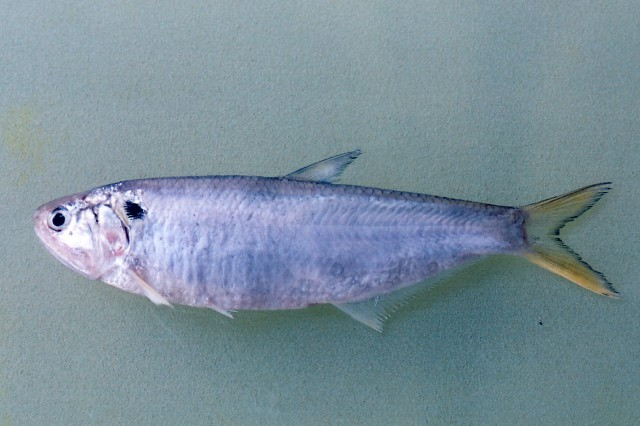
Thryssa mystax

    - Thryssa brevicauda Roberts, 1978
    - Thryssa chefuensis Günther, 1874
    - Thryssa dayi Wongratana, 1983
    - Thryssa dussumieri Valenciennes, 1848
    - Thryssa encrasicholoides Bleeker, 1852
    - Thryssa gautamiensis Babu Rao, 1971
    - Thryssa hamiltonii Gray, 1835
    - Thryssa kammalensis Bleeker, 1849
    - Thryssa kammalensoides Wongratana, 1983
    - Thryssa malabarica Bloch, 1795
    - Thryssa marasriae Wongratana, 1987
    - Thryssa mystax Bloch & Schneider, 1801
    - Thryssa polybranchialis Wongratana, 1983
    - Thryssa purava Hamilton, 1822
    - Thryssa rastrosa Roberts, 1978
    - Thryssa scratchleyi Ramsay & Ogilby, 1886
    - Thryssa setirostris Broussonet, 1782
    - Thryssa spinidens Jordan & Seale, 1925
    - Thryssa stenosoma Wongratana, 1983
    - Thryssa vitrirostris Gilchrist & Thompson, 1908
    - Thryssa whiteheadi Wongratana, 1983